# Битка код Калабрије
Поморска битка код Калабрије, позната и као битка код рта Пунта Стило, водила се између бродова британске и италијанске морнарице 9. јула 1940, 30 mi (48 km) источно од Калабрије, на југу Италије. И једна и друга страна су битку прогласиле победом, иако је у суштини исход био нерешен.

## Припреме
Током припрема за офанзиву на Египат Италијани су увече 6. јула 1940. из Напуља за Бенгази упутили конвој од 5 превозних бродова са укупно 16.000 тона ратног материјала, 232 возила и 2,190 војника. Блиско непосредно обезбеђење конвоја чиниле су 2 крстарице, 4 разарача и 5 тропиљарки, даље обезбеђење чиниле су 6 тешких и 4 лаке крстарице и 16 разарача, а посредно обезбеђење чинили су 2 бојна брода, 6 лаких крстарица и 13 разарача.
Истовремено, на Малти су Британци приправили два конвоја за Александрију. Први конвој од 3 превозна брода превозио је породице војника и официра, а други конвој од 4 превозна брода превозио је ратни докнадни материјал за медитеранску флоту. Њихово обезбеђење требало је да спроведе главнина снага британске медитеранске флоте. Италијански конвој праћен разарачима упловио је у Јонско море ујутро 7. јула 1940. Ноћу 7. на 8. јул 1940. испловила је британска медитеранска флота са носачем авиона, 3 бојна брода, 5 лаких крстарица и 17 разарача под заповедништвом адмирала Канингама. Тако су сада на мору биле обе флоте с темељном задатком заштите конвоја.

## Супротстављене снаге

### Савезници
Одред B под командом вицеадмирала Канингама и одред C под командом вицеадмирала Придам-Випела.
- 3 бојна брода: Warspite, Malaya, and Royal Sovereign.
- 5 лаких крстарица: Orion, Neptune (damaged), HMAS Sydney, Gloucester, and Liverpool.
- 1 носач авиона: Игл.
- 16 разарача: Nubian, Mohawk, Hero, Hereward (damaged), Decoy (damaged), HMAS Stuart, Hyperion, Hostile, Hasty, Ilex, Dainty, Defender, Juno, Janus, HMAS Vampire, and HMAS Voyager.

### Италија
Италијанске снаге под командом вицеадмирала Кампијонија.
- 2 бојна брода: Конте ди Кавур и Ђулио Чезаре (оштећен).
- 6 тешких крстарица: Зара, Фиуме, Гориција, Пола, Болцано (оштећена), и Тренто.
- 8 лаких крстарица: Eugenio di Savoia, Duca d'Aosta, Muzio Attendolo, Raimondo Montecuccoli, Alberico da Barbiano, Alberto di Giussano, Duca degli Abruzzi, и Giuseppe Garibaldi.
- Око 16 разарача, међу којима Vittorio Alfieri, Artigliere, Lanciere, and Leone Pancaldo (потопљен).

## Битка
Италијани су први открили противничку флоту 8. јула 1940. у 0040 подморницом Беилул која је дојавила положај када се британско бродовље налазило на око 150 mi (240 km) од Александрије. Британска подморница Феникс открила пак је италијанско ратно бродовље у 0515 на око 200 mi (320 km) од Малте. Италијанско ваздухопловство које је било базирано код Бенгазија и Додеканезу одмах је полетело и напало британско бродовље. Том приликом оштећена је крстарица Глосестер.
Адмирал Канингам тада одустаје од темељне задаће заштите конвоја и своје бродовље окреће у сусрет италијанском у смеру Таранта. У међувремену италијански конвој без проблема упловио је у Бенгази, а ратно бродовље из пратње кренуло је према Триполију. Око поднева 9. јула двије флоте биле су на удаљености од само 80 mi (130 km) једна од друге. Са британског носача авиона Игл узлетело је 9 торпедних авиона који су с удаљености од око 1000 m напали италијанско бродовље, међутим нису извукли никакве резултате. У међувремену флоте су се примакле на око 30 mi (48 km) једна другој.
Недуго након тога морнари једних и других бродова оптички су опазили противничко бродовље. Италијански бојни бродови и крстарице запловили су у четири паралелне колоне с разарачима напред. У 1520 италијанске крстарице прве су отвориле паљбу, на коју су на тренутак касније одговориле британске крстарице. Ворспајт је с удаљености од 24.000 m отворио паљбу на италијански бојни брод Џулијо Чезаре. Чезаре је погођен и оштећен, а брзина му је пала на само 18 чворова. У сразу италијанских и британских крстарица тешко је оштећена италијанска крстарица Болцано. Иалијански адмирал Кампијони заповеда тада прекид борбе и извлачење под заштитом дима према западу. Међутим, италијански разарачи скривени димом предузели су торпедни напад на британско бродовље. Британски разарачи одмах су кренули у противнапад желећи заштитити своје крстарице и бојне бродове од италијанских разарача. Битка разарача одвијала се од 1606 до 1645. Ниједно торпедо није погодило своју мету.
Разарачи једне и друге флоте вешто су маневрирали и избегавали торпеда. Британска флота кренула је за италијанском, али јој је на 25 mi (40 km) од Калабрије италијанска флота нестала из вида, па се британско бродовље окренуло и запловило у смеру Малте. Међутим, сада је британска флота стално нападана од италијанског ваздухопловства. Италијанских 126 авиона избацило је око 514 бомби тежине од 100 до 500 килограма. (Неколико бомби пало је и на талијанске бродове јер их њихово ваздухопловство није препознало.)

## Последице
У бици код Стила није било људских губитака, а обје флоте извршиле су своје задатке. Британци су показали тактичку агресивност надомак италијанских база, а Италијани су спретно избегли борбу, али нису успели да координишу деловање ваздухопловства и флоте, па је мањи број авиона напао властите бродове, мада није било губитака.